# Потік даних
Поті́к да́них (англ. data stream) в телекомунікаціях і програмуванні — це послідовність кодованих когерентних сигналів (пакетів даних) в цифровій формі, яка використовується, щоб передавати або отримати інформацію, яка знаходиться в передачі.

## В архітектурі ЕОМ
У електроніці і комп'ютерній архітектурі, потік даних визначає, протягом якого часу який елемент даних може увійти або залишити систему. Часто потік даних бачиться, як альтернатива потоку команд, відтоді, як фон-нейманівська машина управляється потоком команд — тоді як його альтернатива, антимашина, управляється потоком даних.

## У програмуванні
В програмуванні з потоком даних часто асоціюється потік — абстракція, яка використовується для читання чи запису файлів, сокетів тощо в єдиній манері. Потоки є зручним уніфікованим програмним інтерфейсом для читання чи запису файлів (в тому числі спеціальних і, зокрема, пов'язаних із пристроями), сокетів і передачі даних між процесами. Підтримка потоків включена в більшості мов програмування і ледве чи не в усі сучасні операційні системи. При запуску процесу йому надаються так звані стандартні потоки. Можливість перенаправлення потоків дозволяє пов'язувати різні програми, і додає системі гнучкість, що є частиною філософії Unix.